# Jane Ewart-Biggs, Baroness Ewart-Biggs
Felicity Jane Ewart-Biggs, Baroness Ewart-Biggs (geborene Randall, * 22. August 1929; † 8. Oktober 1992 in Fulham, London) war eine britische Politikerin der Labour Party. Seit 1981 war sie als Life Peeress Mitglied des House of Lords.

## Leben
Ewart-Biggs wurde in Britisch-Indien als Tochter von Major Basil FitzHerbert Randall und dessen Ehefrau Rena Rendall geboren. Ihre Familie gehörte der britischen Middle Class an; ihr Vater war Offizier in der British Indian Army und starb, als sie wenige Monate alt war. Sie hatte noch einen älteren Bruder, der wie sein Vater ebenfalls Offizier wurde. Nach dem Tode ihres Vaters kehrte sie mit ihrer Mutter nach Großbritannien zurück. Sie besuchte die Downe House School in Cold Ash in der Nähe von Newbury in der Grafschaft Berkshire und absolvierte eine Sekretariatsfachschule. Anschließend arbeitete sie als Sekretärin im Britischen Außenministerium und in der Britischen Botschaft in Bonn, später dann auch im Savoy Hotel.
Im Mai 1960 heiratete sie den britischen Diplomaten Christopher Ewart-Biggs (1921–1976). Aus der Ehe gingen drei Kinder hervor, ein Sohn und zwei Töchter. Christopher Wart-Biggs wurde im Juli 1976 Botschafter Großbritanniens in Irland. Nach nur 12 Tagen im Amt wurde er am 21. Juli 1976 bei einem Landminenanschlag der IRA auf seinen Wagen außerhalb von Dublin in der Nähe seines Wohnhauses getötet. Ewart-Biggs erfuhr von seinem Tod durch den Rundfunk. Sie war mit ihrem Wagen von Liverpool nach London unterwegs und befand sich gerade auf der Höhe der Birdcage Walk in London, als sie die Todesnachricht hörte. In der Folgezeit schloss sie sich der irischen Friedensbewegung an, die von Mairead Corrigan und Betty Williams initiiert worden war. Sie gründete eine Gedächtnisstiftung für ihren Mann, um für Frieden und Versöhnung zwischen Protestanten und Katholiken in Irland zu werben; die Stiftung vergibt jährlich den Christopher Ewart-Biggs Memorial Prize.
Sie organisierte unter anderem einen Friedensmarsch in London und hielt eine vielbeachtete Rede am Trafalgar Square. In ihren beiden Büchern Pay, Pack and Follow (1984) und Lady in the Lords (1988) beschrieb sie ihren persönlichen und politischen Weg nach dem Tode ihres Ehemannes.
1991 wurde bei Ewart-Biggs Krebs diagnostiziert. Im September 1992 heiratete sie in zweiter Ehe ihren langjährigen Lebenspartner, den Beratungsingenieur Kevin Patrick O’Sullivan. Drei Wochen später, im Oktober 1992, starb Ewart-Biggs im Charing Cross Hospital in London, nach Angaben ihrer Familie an den Folgen ihrer Krebserkrankung.

## Politik
Nach dem Tod ihres Ehemanns Christopher Ewart-Biggs wuchs Jane Ewart-Biggs’ Interesse an der Politik und sie wurde Mitglied der Labour Party. Die Führung und die Auswahlkomitees der Labour Party war jedoch skeptisch aufgrund ihrer fehlenden politischen Erfahrung und Kenntnisse des Verfassungsrechts. Politische Unterstützung erhielt Ewart-Biggs von ihrer Partei nur in bescheidenem Umfang. Sie kandidierte erfolglos für das Europäische Parlament und für das Greater London Council.
Ewart-Biggs arbeitete nach dem Tode ihres Mannes freiberuflich als Journalistin und Rundfunksprecherin.
Seit 1984 war sie Präsidentin (President) der britischen Sektion (British committee) des United Nations Children’s Fund. Seit erhielt die Ehrendoktorwürde (Hon DLitt) der New University of Ulster.

## Mitgliedschaft im House of Lords
Am 22. Mai 1981 wurde Ewart-Biggs als Baroness Ewart-Biggs, of Ellis Green in the County of Essex, zum Life Peer erhoben und wurde dadurch Mitglied des House of Lords. Am 3. Juni 1981 wurde sie offiziell ins House of Lords eingeführt. Ihre Antrittsrede hielt sie am 17. Juni 1981; sie sprach zum Verhältnis und zu den Rechtsbeziehungen Großbritanniens zur Europäischen Wirtschaftsgemeinschaft.
Im Hansard sind Wortbeiträge von Jane Ewart-Biggs im House of Lords aus den Jahren 1981 bis 1992 dokumentiert. Sie sprach im House of Lords unter anderem zu den Themen Innenpolitik, Europapolitik und, immer wieder, zum Verhältnis Großbritanniens zur Republik Irland und zu Nordirland; sie war außerdem Mitglied mehrerer Ausschüsse. Zu ihren Interessengebieten gehörten geografisch auch Afrika und der Ferne Osten, inhaltlich die Themen Armut, Hunger und Unterdrückung.
1983 wurde sie zur Sprecherin der Labour-Fraktion für den Themenbereich Innenpolitik (Front-bench Spokesman on Home Affairs) ernannt; 1987 wurde sie außerdem zusätzlich Sprecherin der Labour-Fraktion für die Themen Verbraucherschutz und Entwicklungshilfe (Consumer affairs and Overseas development). 1988 wurde sie Whip der Opposition. Ewart-Biggs nahm, trotz ihrer Krebserkrankung, weiterhin aktiv an Sitzungen des House of Lords teil; sie war zuletzt auf einen Rollstuhl angewiesen. Im März 1992 meldete sie sich mit einem Wortbeitrag im Rahmen einer Debatte zur Strafrechtspolitik (Sexual Offences (Amendment) Bill) letztmals im House of Lords zu Wort.
Zu ihren letzten öffentlichen Auftritten gehörte ihre Teilnahme an der Sommerparty des House of Lords; dort kam es auch nochmals zu einer Begegnung mit Neil Kinnock.
Ihre Parteifreundin Alma Birk, Baroness Birk, mit der sie sich im House of Lords ein gemeinsames Büro geteilt hatte, schrieb in der britischen Zeitung The Independent auch den Nachruf auf Jane Ewart-Biggs. Birk beschrieb Ewart-Biggs als „umsichtig, hilfsbereit und ausgestattet mit einem Sinn für Humor“; Ewart-Biggs sei ein „beliebtes und hochangesehens Mitglied des House of Lords“ gewesen, „besonders geliebt von der Gruppe der Labour-Peers“.